# Volga
Il Volga, o anche la Volga, (AFI: /ˈvɔlɡa/; in russo Во́лга?; in tataro Идел, İdel, anticamente anche Atil, Itil o Idil; in mari Юл, Jul, o anche Йыл, Jyl; in ciuvascio Атăл, Atăl; in calmucco Иҗил-һол, Iz̦̆il-ḥol; in kazako Еділ?, Edil) è un fiume della Russia europea; è il più lungo fiume europeo ed è il cuore del più ampio bacino fluviale del vecchio continente.
Ha le sue origini nel Rialto del Valdaj nella Russia nordoccidentale e sfocia nel mar Caspio, nella sua parte nordoccidentale, dopo 3531 km di corso; prima della costruzione delle numerose dighe e la conseguente formazione dei bacini artificiali a monte delle stesse, la sua lunghezza era di 3.690 km.

## Percorso

### Sorgenti e alto corso

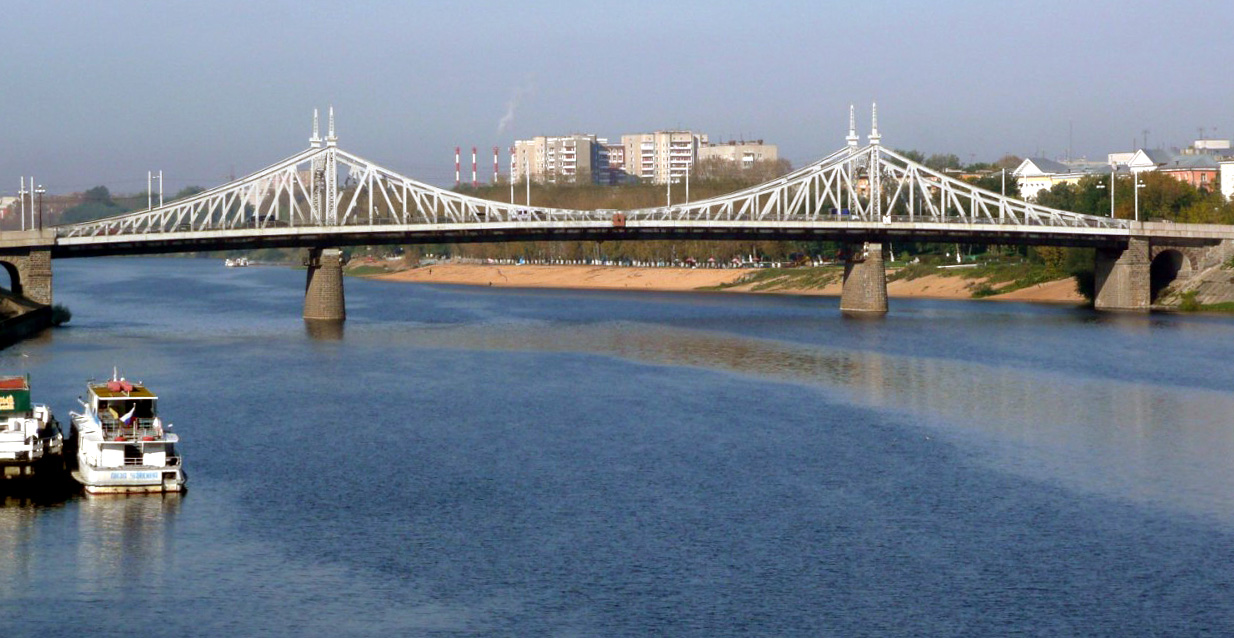
Il Volga a Tver'.

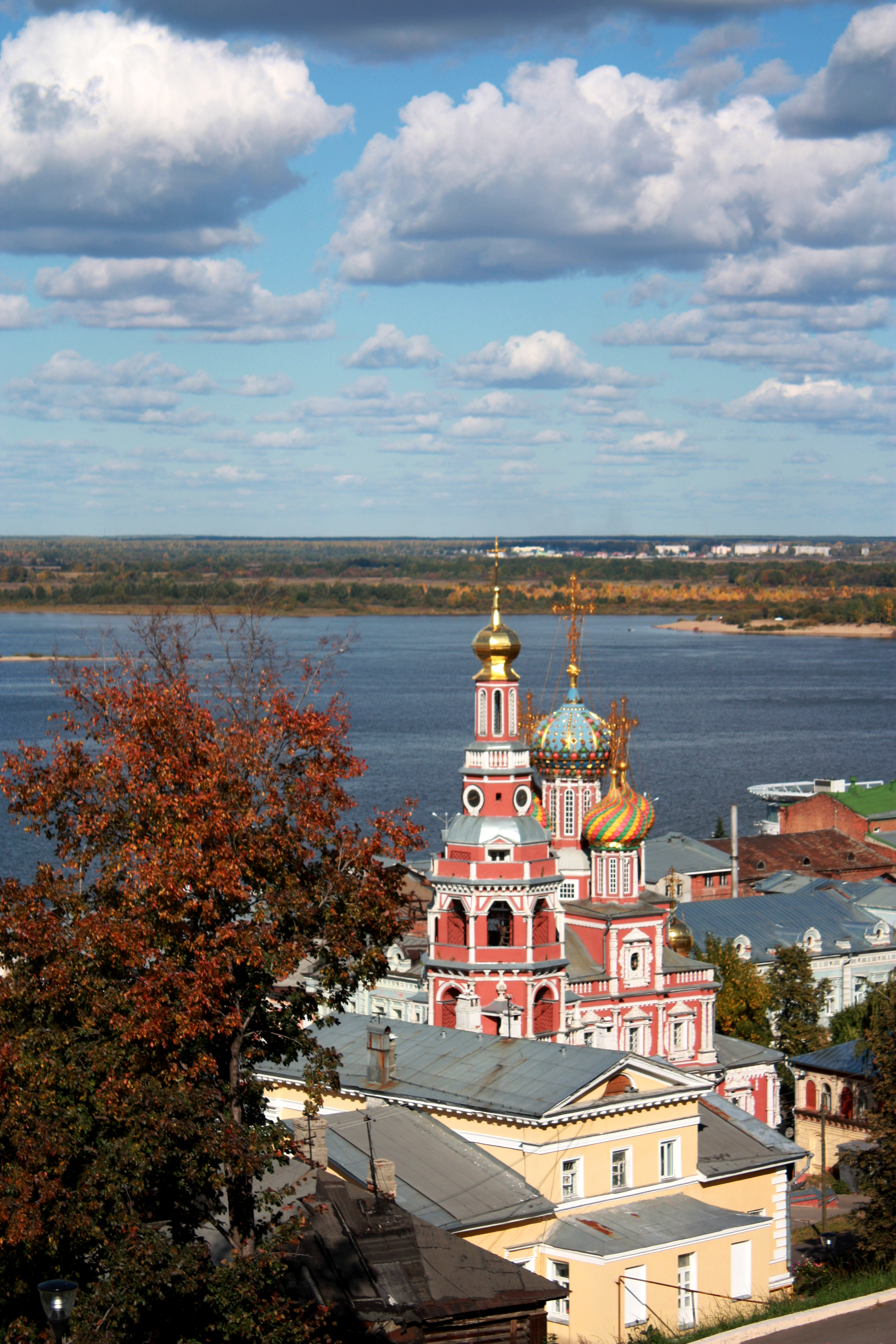
Il Volga a Nižnij Novgorod con la barocca Chiesa della Natività degli Stroganov.

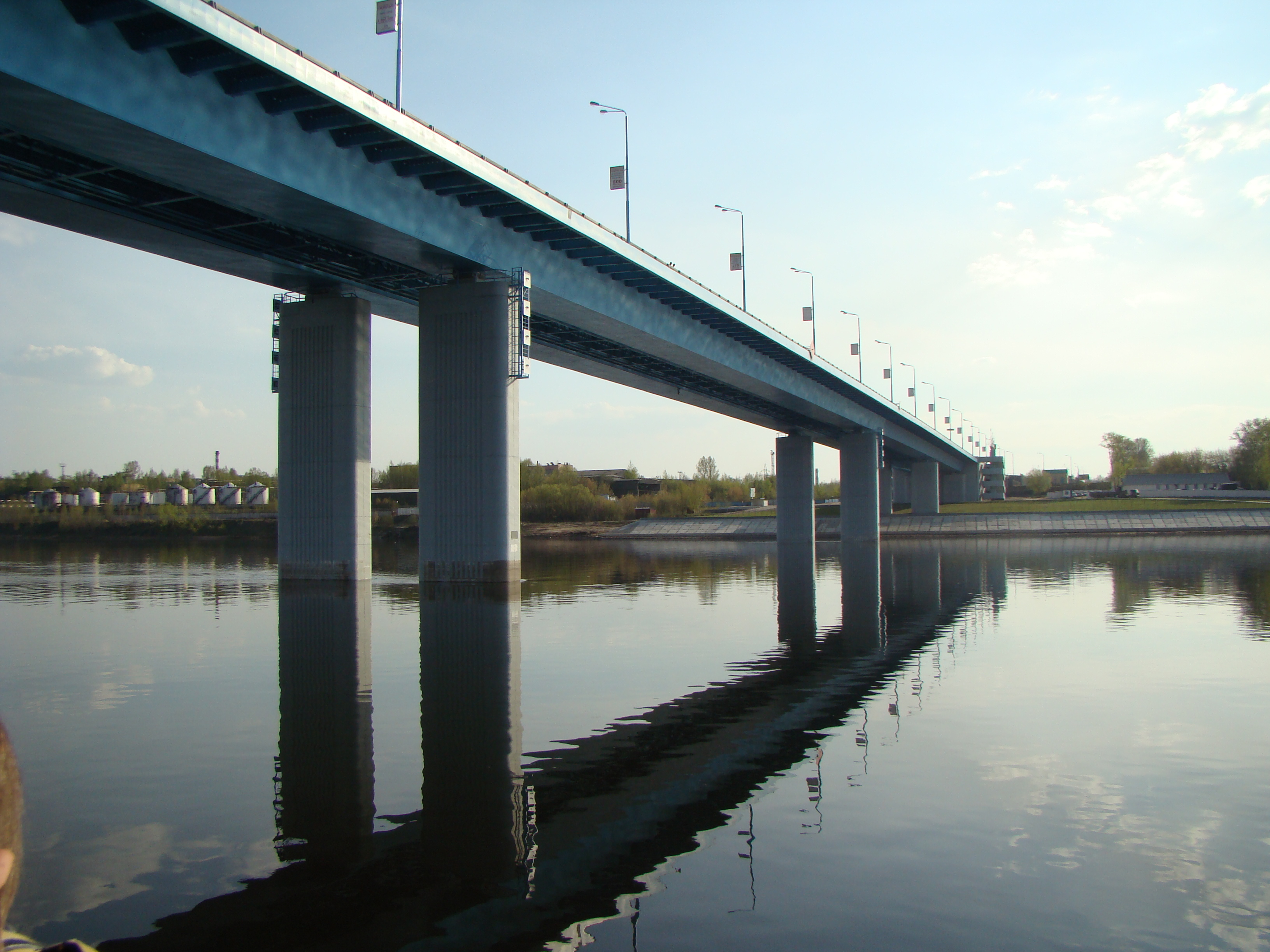
Il ponte del Giubileo sul Volga costruito a Jaroslavl' nel 2006.

Nasce nella zona collinare del Rialto del Valdaj, nella zona occidentale dell'oblast' di Tver', a una quota di 228 m sul livello del mare nei pressi del villaggio di Volgo-Verchov'e; nel corso superiore, il Volga attraversa piccoli laghi: Maloe e Bol'šoe Verchity, quindi passa attraverso un sistema di grandi laghi noti come laghi dell'Alto Volga: Sterž, Vselug, Peno e Volgo, riuniti nel bacino idrico dell'Alto Volga (Верхневолжское водохранилище). Il suo primo affluente (di sinistra) è la Seližarovka, corso d'acqua di 36 km che esce dal lago Seliger. Si dirige dapprima verso sudest attraversando il Valdaj, prendendo successivamente direzione nordorientale qualche chilometro a valle della cittadina di Ržev, costeggiando a nord le alture di Mosca. Alcuni chilometri a monte della importante città industriale di Rybinsk, nell'oblast' di Jaroslavl', il fiume compie una decisa svolta prendendo nuovamente direzione sudorientale.
La costruzione di un imponente sbarramento idroelettrico ha provocato in questo punto la formazione del bacino artificiale di Rybinsk, che interessa prevalentemente però i bacini degli affluenti Šeksna e Mologa, che confluiscono da sinistra. Il Volga prende da qui direzione mediamente est-sudest, scorrendo inizialmente fra sponde piuttosto alte, successivamente, a valle di Kostroma, assumendo il carattere di un fiume di pianura, largo e dalla corrente lenta; presso Gorodec il fiume incontra nuovamente un importante sbarramento idroelettrico, che ha originato il bacino di Gor'kij. La confluenza da destra della Oka segna il confine convenzionale fra l'alto e il medio corso.
Le principali città toccate nell'alto corso, sono (da monte verso valle) Tver', Rybinsk, Jaroslavl', Kostroma, mentre la grande città di Nižnij Novgorod sorge alla confluenza dell'Oka. Città di dimensioni minori, ma tuttavia di una certa rilevanza, sono invece Ržev, Konakovo, Dubna (una delle città del nucleare russo), Kimry, Uglič, Kinešma, le due città gemelle di Gorodec e Zavolž'e, Balachna e, a breve distanza dalla confluenza della Oka, Bor.
Oltre alla Oka, che è il maggiore affluente di destra del Volga (ca. 1500 km), affluenti importanti dell'alto corso sono:
- Vazuza, affluente di destra che confluisce presso Zubcov;
- Tverca, che confluisce da sinistra a Tver';
- Šoša, che confluisce da destra a monte di Konakovo;
- Medvedica, che confluisce da sinistra nel bacino di Uglič;
- Nerl', che confluisce da destra nello stesso bacino;
- Šeksna e Mologa, affluenti di sinistra i cui bassi corsi sono interessati dal bacino di Rybinsk;
- Kotorosl', affluente di destra che confluisce in corrispondenza della città di Jaroslavl';
- Kostroma, tributario di sinistra che si unisce al Volga nei pressi della città omonima;
- Nëmda, che sfocia da sinistra nel bacino di Gor'kij;
- Unža, che confluisce da sinistra all'estremità settentrionale del bacino di Gor'kij.

### Medio corso

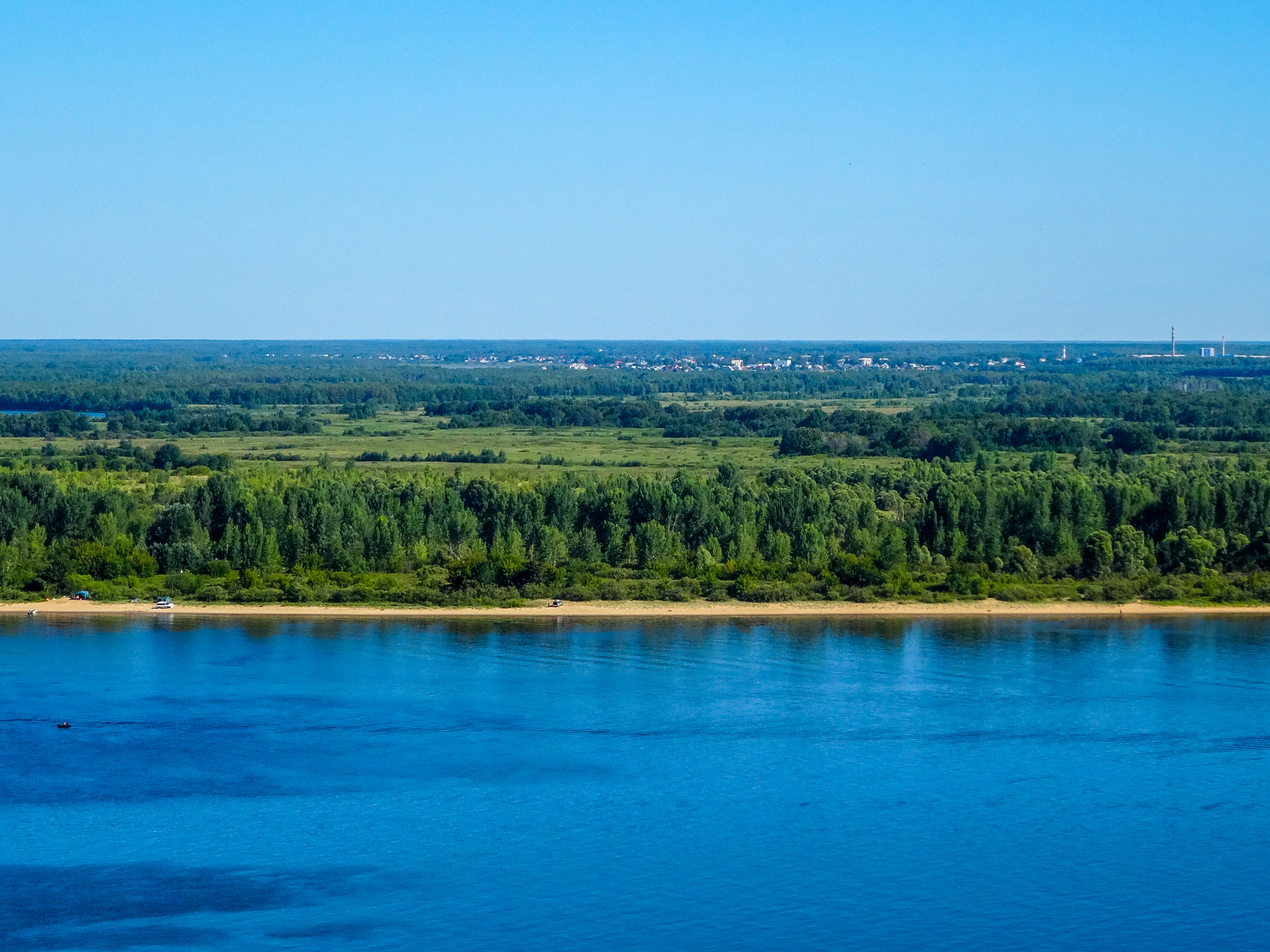
Vista sul Volga dal punto di osservazione vicino al monumento di Valery Chkalov a Nizhny Novgorod. Luglio 2014

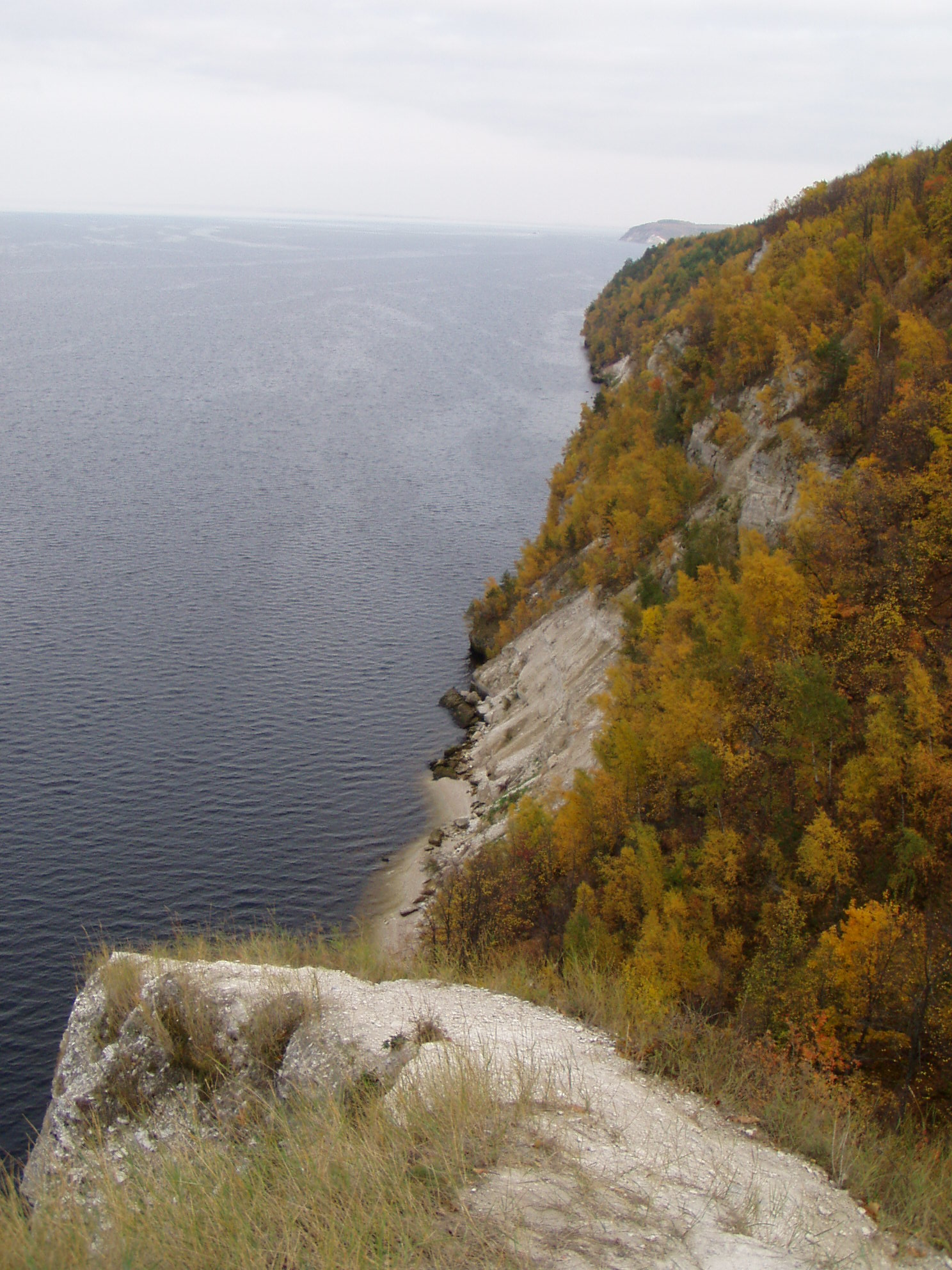
La ripida sponda destra del Volga nel suo medio corso.

Nel medio corso il Volga scorre con direzione mediamente est-sudest, attraversando la parte centrale della Russia europea; comincia a osservarsi l'asimmetria che si manifesta in maniera più chiara nel basso corso, con la riva destra caratterizzata da sponde piuttosto alte a causa della presenza delle prime propaggini delle alture del Volga, contrapposta a una sponda sinistra bassa.
La maggiore città toccata in questa sezione del corso è Kazan', città "milionaria" capitale della Repubblica Autonoma del Tatarstan; rilevante è anche la città di Čeboksary, capitale della Repubblica della Ciuvascia. Altri centri urbani di qualche importanza, con popolazione dell'ordine delle decine di migliaia di abitanti, sono Lyskovo, Koz'modem'jansk, Zelenodol'sk, Volžsk.
Altri affluenti importanti del medio corso sono (da monte a valle):
- Kerženec, proveniente dalla sinistra, che sfocia alcune decine di chilometri a valle di Nižnij Novgorod;
- Sura, proveniente dalla destra (841 km);
- Vetluga, il maggiore affluente di sinistra del medio corso (889 km);
- Civil', tributario minore che confluisce poco a monte di Mariinskij Posad;
- Bol'šaja Kokšaga e Malaja Kokšaga (grande e piccola Kokšaga), provenienti entrambi dalla sinistra, sfociano nel Volga non lontano da Čeboksary, a breve distanza l'uno dall'altro;
- Ilet', tributario di sinistra che si unisce al Volga presso Volžsk;
- Svijaga, rilevante tributario dalla destra idrografica, che confluisce poco a monte di Kazan';
- Kazanka, affluente di sinistra che si unisce al Volga presso Kazan'.

### Basso corso

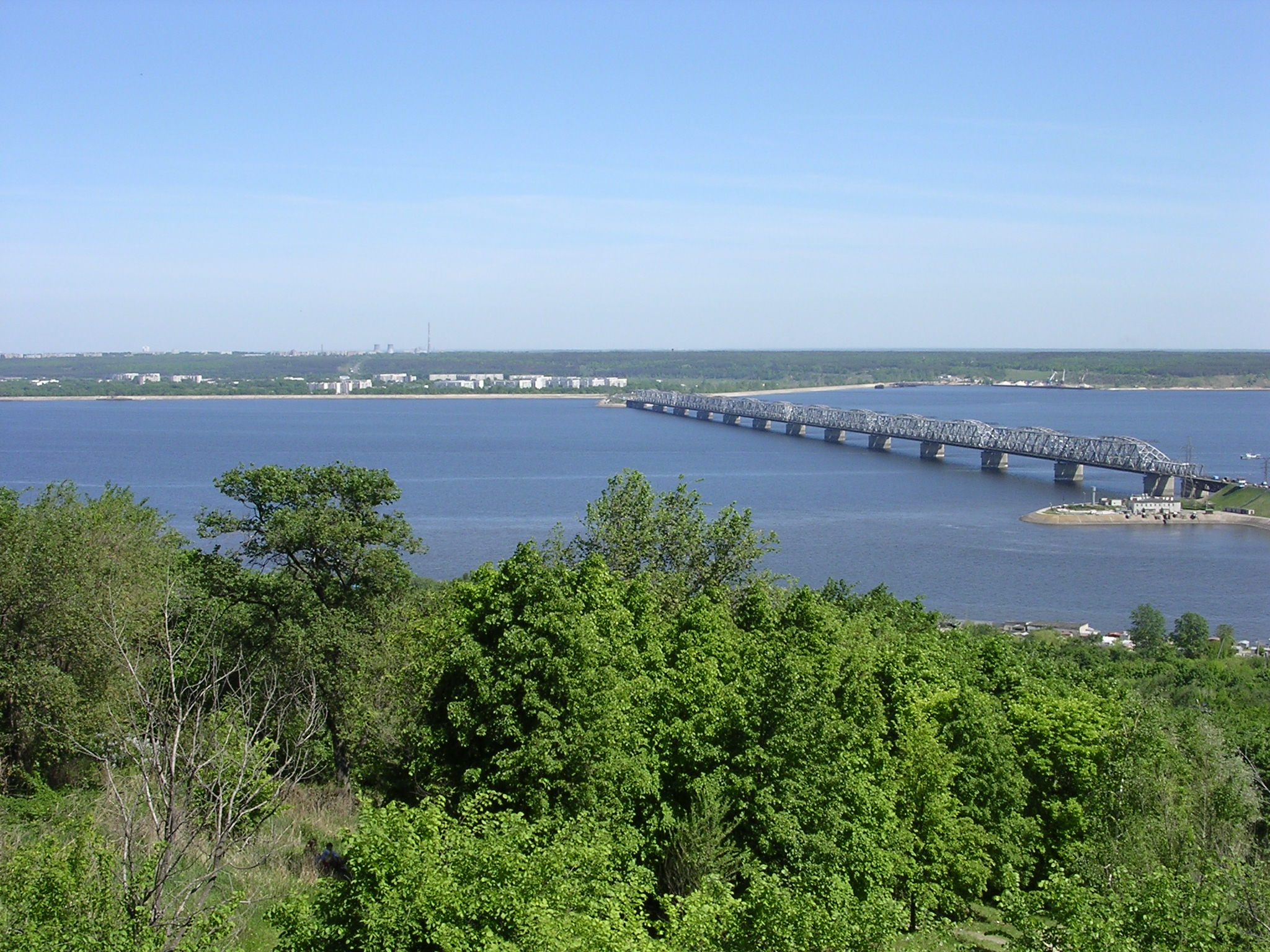
Il Volga a Ul'janovsk.

Dopo Kazan' il fiume assume direzione sud-sudovest, e riceve dalla sinistra idrografica la Kama (il suo maggiore affluente, 1805 km), entrando all'altezza del bacino di Samara nel suo basso corso e nonché nella zona della steppa. Le sue rive sono in questo tratto marcatamente asimmetriche, a causa della struttura geologica della zona che vede la presenza di grandi faglie: la destra idrografica è interessata dalla cintura continua di bassi rilievi delle alture del Volga, che digradano a "gradoni" verso il fiume in maniera anche abbastanza brusca, mentre la sinistra idrografica è completamente piatta e aperta a oriente.
Il Volga forma in questo tratto numerosi bacini artificiali, originati dai poderosi sbarramenti costruiti in epoca sovietica a scopi idroelettrici. Al margine meridionale delle Alture del Volga, presso la città di Volgograd, il fiume prende nuovamente direzione sudorientale; in questo punto corre a distanza relativamente breve dal corso del Don, tanto da aver reso conveniente la costruzione di un canale di collegamento fra i due fiumi (canale Volga-Don). Dopo Volgograd il fiume entra nella parte terminale del suo corso, entrando nella Depressione caspica; si distaccano da qui numerosi bracci secondari, il principale dei quali è l'Achtuba. 

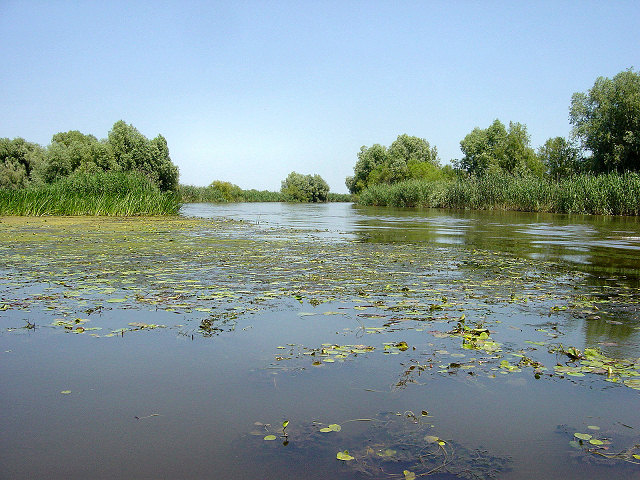
Il delta.

Nel suo basso corso il Volga tocca numerosissimi centri urbani, alcuni dei quali di rilevante importanza nel panorama russo. I principali sono Ul'janovsk, Togliatti, Samara, Saratov, Volgograd e, nel delta, Astrachan'; si tratta di città con popolazione superiore al mezzo milione di abitanti (Samara supera addirittura il milione), importanti centri industriali e commerciali della Russia europea, tutti capoluoghi delle rispettive unità amministrative.
La dissimmetria morfologica fa sì che gli affluenti importanti ricevuti nel basso corso confluiscano dalla sinistra idrografica; i principali sono:
- Bol'šoj Čeremšan, che confluisce nel bacino di Samara;
- Usa, piccolo affluente che confluisce anch'esso nel bacino di Samara;
- Sok, che si unisce al Volga fra Togliatti e Samara;
- Samara, che confluisce in corrispondenza della città omonima;
- Bol'šoj (grande) e Malyj (piccolo) Irgiz, che confluiscono nel bacino di Saratov a breve distanza dalla cittadina di Vol'sk;
- Tereška, l'unico affluente destro di rilievo del basso corso, che confluisce poco a monte di Saratov;
- Eruslan e Bol'šoj Karaman, che confluiscono in corrispondenza del bacino di Volgograd.

### Delta

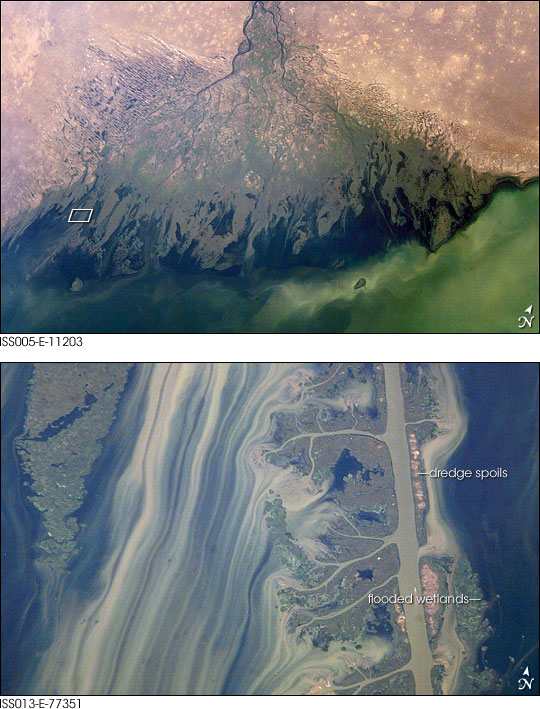
Il delta del Volga dal satellite.

L'ingresso della zona deltizia del Volga viene individuato, convenzionalmente, nel punto in cui si distacca il ramo deltizio Buzan, 46 km a nord di Astrachan'. L'intero delta ha una lunghezza di circa 160 km, si estende su una superficie di 12.000 km² ed è caratterizzato dalla presenza di oltre 500 bracci distinti, i principali dei quali sono, oltre alla Achtuba e al Buzan, Kamyzjak, Bachtemir, Staraja Volga (vecchia Volga) e Bolda.

## Regime

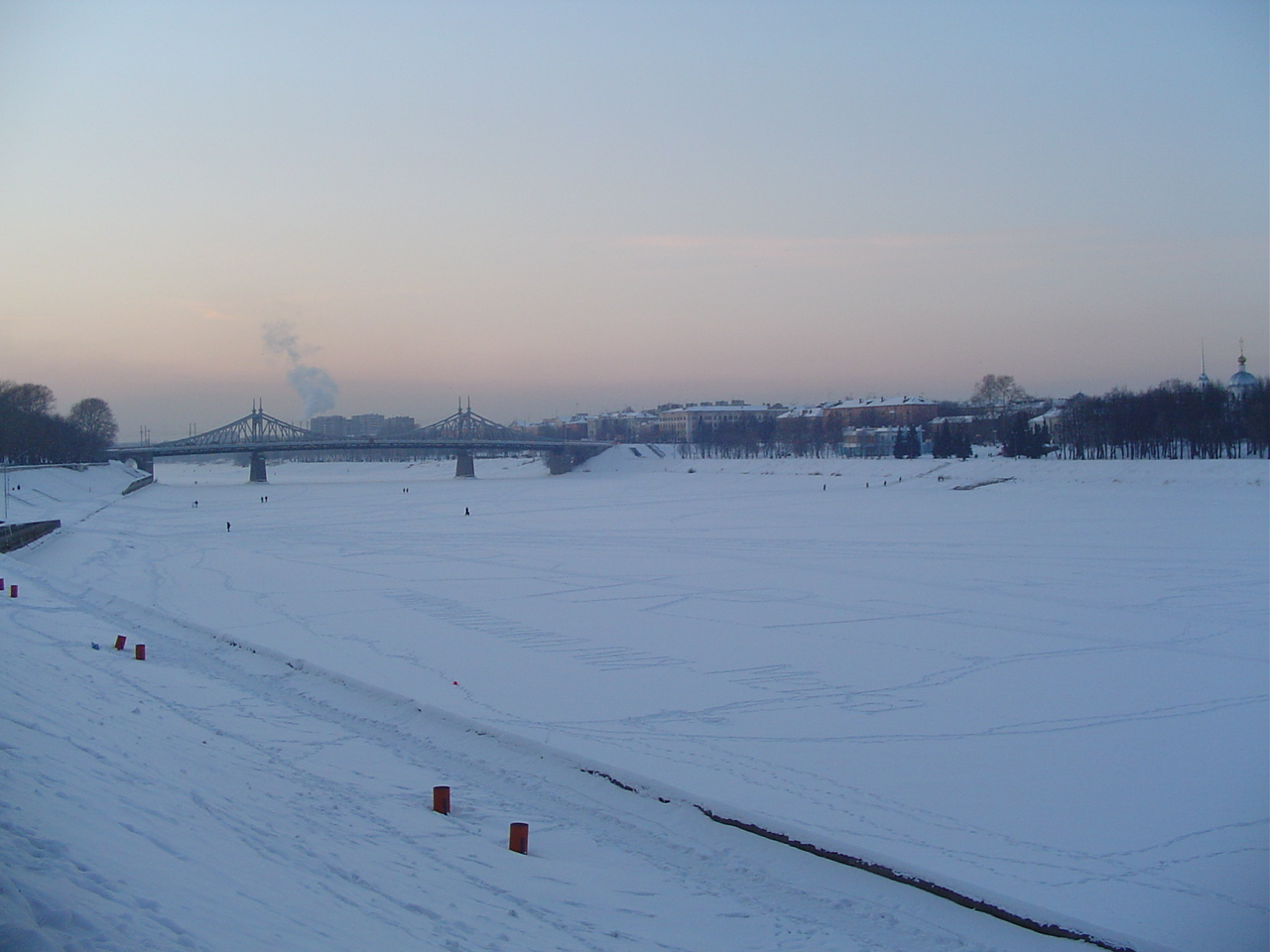
Il Volga in veste invernale a Tver'

Il regime del Volga può essere considerato rappresentativo della media dei fiumi russi, con l'unica eccezione dei fiumi dell'Estremo oriente russo. Su base annuale, i valori di portata media sono di circa 180 m³/s presso Tver', circa 1.100 presso Jaroslavl', circa 3.000 presso Nižnij Novgorod, salendo a 7.720 a Samara e 8.060 a Volgograd. Questi valori medi di portata corrispondono a uno scarico annuale, nel mar Caspio, di circa 250 km³ di acqua.
L'andamento medio della portata del Volga vede i valori massimi annuali nella stagione primaverile (aprile-maggio), a causa dello scioglimento dei ghiacci e delle nevi di pianura su tutto il corso; viene liberata allora un'imponente massa d'acqua e la portata può salire allora fino a superare i 50.000 m³/s e, prima delle imponenti opere di regolamentazione idraulica, il livello delle acque poteva salire anche di 10-12 metri nel corso superiore e oltre i 16 nel corso inferiore. In totale, nei due mesi primaverili viene scaricato circa il 60% della portata annuale.
L'estate vede una rapida diminuzione della massa d'acqua trasportata; i massimi annui di precipitazione caratteristici dei climi continentali non riescono a controbilanciare l'elevata traspirazione della vegetazione e l'intensa evaporazione derivante dalle alte temperature, risultando in un minimo annuale di portata nei mesi centrali di luglio e agosto.
L'abbassamento delle temperature che si ha nei mesi autunnali (settembre e ottobre) produce un leggero incremento del deflusso, che torna tuttavia ad abbassarsi gradualmente con l'approssimarsi della stagione invernale, in cui si raggiunge un altro minimo annuo, dato dalla concomitanza della diminuzione delle precipitazioni atmosferiche e del congelamento del fiume. Il periodo di gelo è variabile: nell'alto corso va, in media, dalla fine di novembre a metà aprile, mentre nella zona del delta è più breve dal momento che interessa il periodo fra i primi di dicembre e la metà di marzo.

## Bacino idrografico

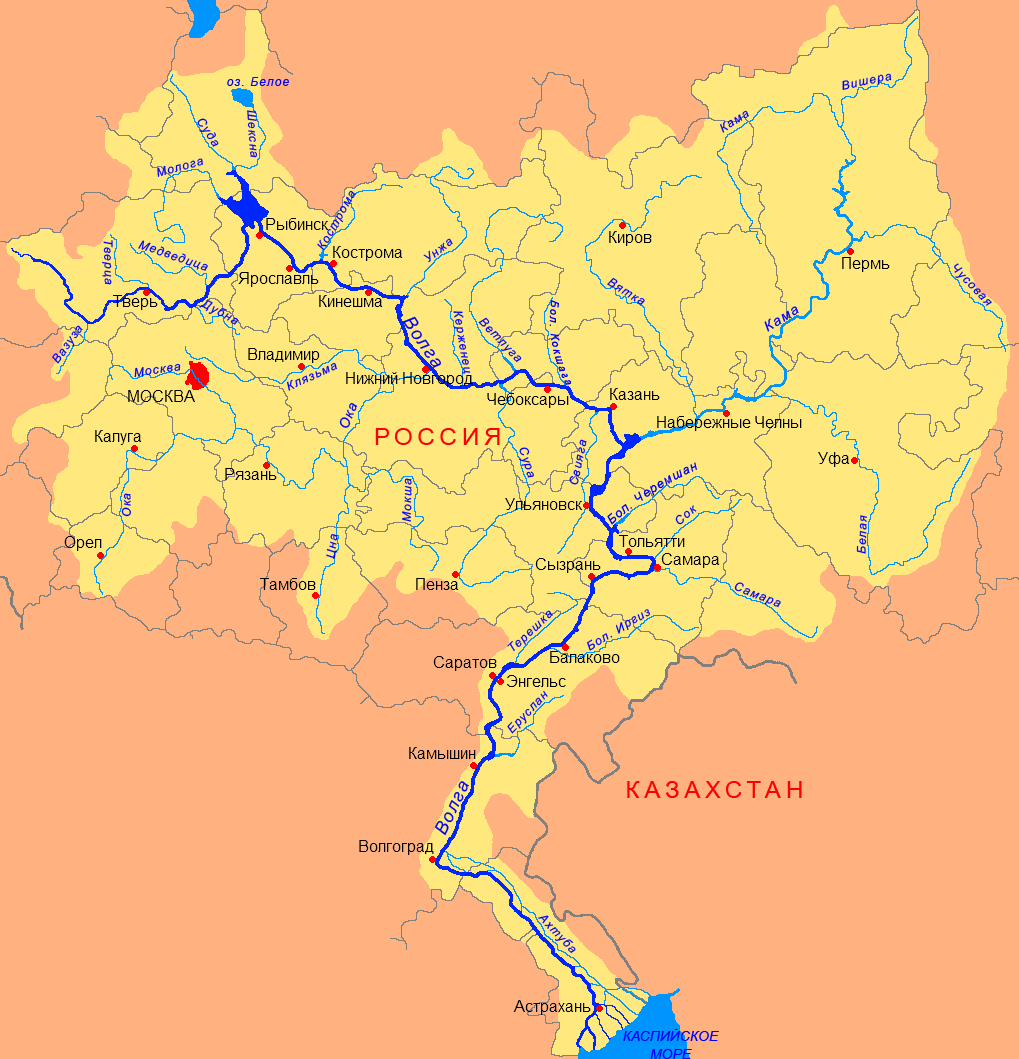

Il bacino idrografico del Volga copre una superficie di 1.360.000 km2, pari a circa un quarto della superficie complessiva della Russia europea, della quale occupa quasi l'intera zona centrale estendendosi dalla Russia occidentale fino al pedemonte occidentale degli Urali. Si tratta di un territorio prevalentemente piatto e aperto, dove i rilievi, che tuttavia non mancano, sono ovunque rappresentati da colline di altezza molto modesta; il basso corso interessa la zona della depressione caspica, dove anzi le quote si portano sotto il livello medio degli oceani fino a un massimo di 28 metri.
Quest'area è interessata da differenti ecosistemi; le zone più settentrionali del bacino sono comprese nella fascia della foresta boreale di conifere, che nelle zone più occidentali diventa foresta mista di latifoglie e conifere; il medio corso segna una sorta di confine fra la zona della steppa (a sud) e quella della taiga (a nord), mentre il basso corso si estende interamente nella zona della steppa, che diventa più arida man mano che si procede verso sud e aumentano le temperature estive; la zona del delta è situata in una zona di steppa simile al semideserto dell'Asia centrale.

### Affluenti
| Fiume            | Lunghezza | Provenienza idrografica | Distanza dalla foce | Bacino idrico       |
| ---------------- | --------- | ----------------------- | ------------------- | ------------------- |
| Seližarovka      | 36 km     | sinistra                | 3 412 km            |                     |
| Vazuza           | 162 km    | destra                  | 3 242 km            | bacino di Vazuza    |
| Tverca           | 188 km    | sinistra                | 3 084 km            |                     |
| Šoša             | 163 km    | destra                  |                     | bacino di Ivan'kovo |
| Dubna            | 167 km    | destra                  | 2 962 km            | bacino di Uglič     |
| Medvedica        | 259 km    | sinistra                | 2 917 km            | bacino di Uglič     |
| Nerl'            | 112 km    | destra                  | 2 908 km            | bacino di Uglič     |
| Kašinka          | 128 km    | sinistra                | 2 889 km            | bacino di Uglič     |
| Korožečna        | 147 km    | sinistra                | 2 830 km            | bacino di Rybinsk   |
| Sit'             | 159 km    | sinistra                |                     | bacino di Rybinsk   |
| Mologa           | 456 km    | sinistra                |                     | bacino di Rybinsk   |
| Suda             | 184 km    | sinistra                |                     | bacino di Rybinsk   |
| Šeksna           | 139 km    | sinistra                |                     | bacino di Rybinsk   |
| Sogoža           | 129 km    | sinistra                |                     | bacino di Rybinsk   |
| Kotorosl'        | 132 km    | destra                  | 2 623 km            | bacino di Gor'kij   |
| Kostroma         | 354 km    | sinistra                |                     | bacino di Gor'kij   |
| Mera             | 152 km    | sinistra                | 2 428 km            | bacino di Gor'kij   |
| Nëmda            | 146 km    | sinistra                | 2 374 km            | bacino di Gor'kij   |
| Unža             | 426 km    | sinistra                | 2 372 km            | bacino di Gor'kij   |
| Uzola            | 147 km    | sinistra                | 2 265,6 km          |                     |
| Oka              | 1 500 km  | destra                  | 2 231 km            |                     |
| Kud'ma           | 144 km    | destra                  | 2 182 km            |                     |
| Kerženec         | 290 km    | sinistra                | 2 142 km            | bacino di Čeboksary |
| Sura             | 841 km    | destra                  | 2 064 km            | bacino di Čeboksary |
| Vetluga          | 889 km    | sinistra                | 2 029 km            | bacino di Čeboksary |
| Rutka            | 153 km    | sinistra                | 2 016 km            | bacino di Čeboksary |
| Civil'           | 170 km    | destra                  | 1 939 km            |                     |
| Bol'šaja Kokšaga | 294 km    | sinistra                | 1 925 km            | bacino di Samara    |
| Malaja Kokšaga   | 194 km    | sinistra                | 1 920 km            | bacino di Samara    |
| Ilet'            | 204 km    | sinistra                | 1 875 km            | bacino di Samara    |
| Svijaga          | 375 km    | destra                  | 1 851,6 km          | bacino di Samara    |
| Kazanka          | 142 km    | sinistra                | 1 826 km            | bacino di Samara    |
| Kama             | 1 805 km  | sinistra                | 1 804 km            | bacino di Samara    |
| Bol'šoj Čeremšan | 336 km    | sinistra                | 1 551 km            | bacino di Samara    |
| Usa              | 76 km     | destra                  | 1 489 km            | bacino di Samara    |
| Sok              | 363 km    | sinistra                | 1 429 km            | bacino di Saratov   |
| Samara           | 594 km    | sinistra                | 1 398 km            | bacino di Saratov   |
| Čapaevka         | 298 km    | sinistra                | 1 362 km            | bacino di Saratov   |
| Syzranka         | 168 km    | destra                  | 1 269 km            | bacino di Saratov   |
| Čagra            | 251 km    | sinistra                | 1 209 km            | bacino di Saratov   |
| Malyj Irgiz      | 235 km    | sinistra                | 1 150 km            | bacino di Saratov   |
| Bol'šoj Irgiz    | 675 km    | sinistra                | 1 096 km            | bacino di Volgograd |
| Bol'šoj Karaman  | 198 km    | sinistra                | 1 035 km            | bacino di Volgograd |
| Tereška          | 273 km    | destra                  | 1 023 km            | bacino di Volgograd |
| Eruslan          | 278 km    | sinistra                | 802 km              | bacino di Volgograd |
| Achtuba          | 537 km    | sinistra                | braccio deltizio    |                     |

## Importanza economica
Oltre che molto importante dal punto di vista storico, il fiume Volga è fondamentale anche dal punto di vista economico anche considerato che in ogni epoca precedente lo sviluppo delle ferrovie i fiumi sono stati l'unica via di comunicazione utilizzata in una nazione immensa e senza strade; il bacino del Volga è al giorno d'oggi l'area più popolata e vitale dell'intera federazione, "cuore" della parte più vitale della Federazione Russa e sede della gran parte delle sue città più antiche e importanti.
Nel medio bacino del Volga, nella zona della Repubblica Autonoma del Tatarstan, si trova un'importante zona di estrazione petrolifera, fatto questo che provoca anche un elevato tasso di inquinamento delle acque. La zona del delta, così come il vicino Mar Caspio, è famosa per la sua pescosità; Astrachan', sul delta, è il centro dell'industria del caviale.
Favorito in questo da un bacino pressoché totalmente pianeggiante, al Volga fa capo una complessa rete di canali, che consentono di raggiungere quasi ogni punto della Russia europea: il Canale Volga-Don e il Canale Mariinsk formano una via d'acqua continua navigabile che collega il Mar Bianco, il Mar Baltico, il Mar Caspio, il Mar d'Azov e il Mar Nero; la costruzione del canale Mosca-Volga ha inserito anche la città di Mosca in questa immensa rete navigabile.

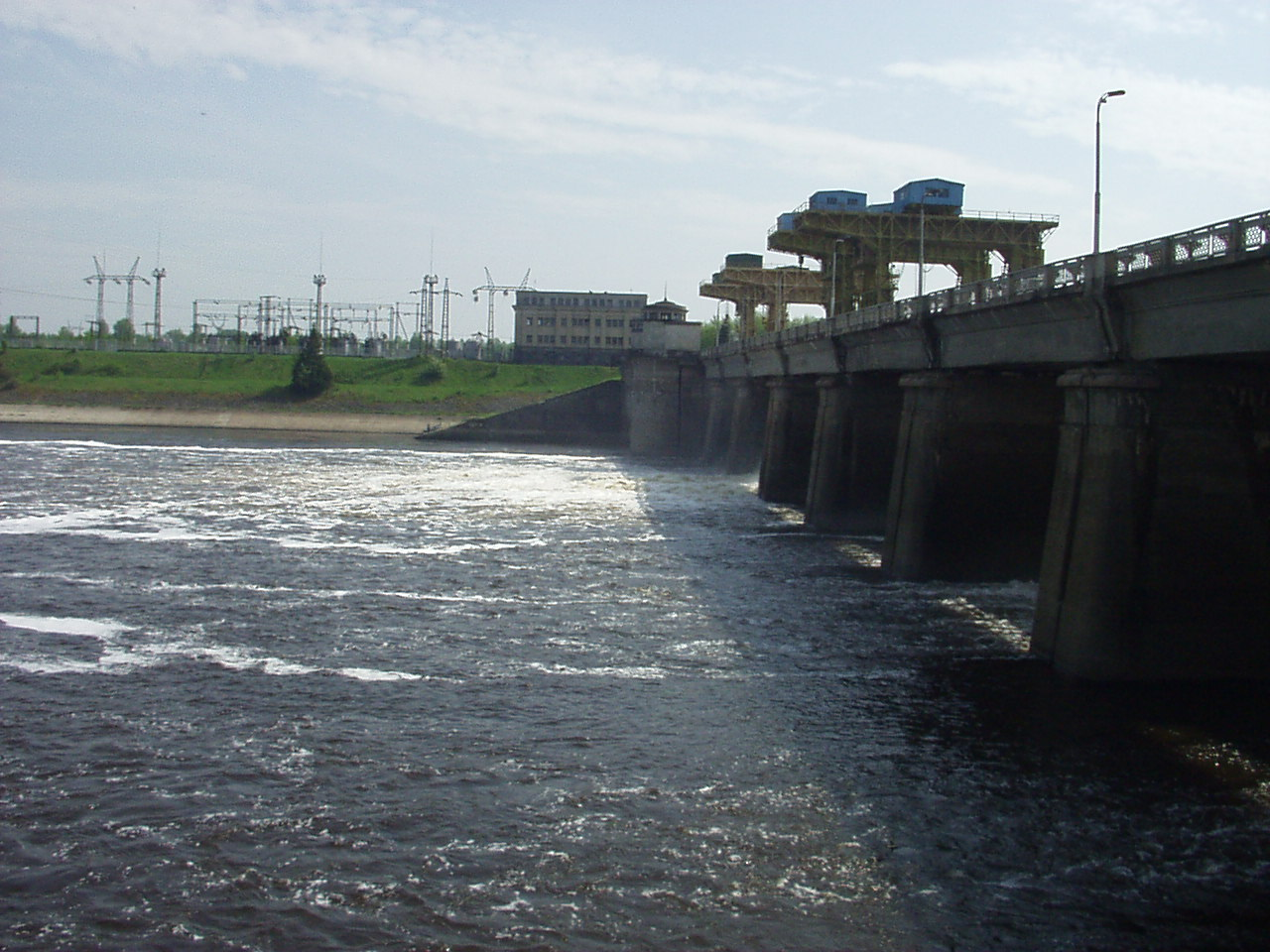
Lo sbarramento idroelettrico di Ivan'kovo.

Un altro aspetto di capitale importanza per la Russia moderna è dato dallo sfruttamento dell'enorme potenziale idroelettrico del fiume, cominciato negli anni dell'industrializzazione forzata voluta da Stalin a partire dagli anni trenta. Lungo il corso del fiume si trovano alcune tra le più grandi centrali idroelettriche russe, che hanno avuto come effetto la formazione di numerosi laghi artificiali. I più importanti di questi sono (da nord a sud) le riserve d'acqua di Rybinsk, Nižnyj Novgorod, Samara e Volgograd. L'impatto ambientale di queste opere colossali è stato ovviamente commisurato alle loro dimensioni: la continua interruzione del normale flusso d'acqua ha provocato rallentamenti della già non veloce corrente, con importanti ripercussioni sugli ecosistemi fluviali.

## Ponti e attraversamenti
Lungo i 3531 chilometri del suo corso il fiume Volga è attraversato da alcune decine di ponti e altri attraversamenti. Il primo di essi si trova nel villaggio di Volgo-Verchov'e, a poca distanza dalle sorgenti del fiume, ed è una passerella pedonale in legno di soli due metri. Il ponte più lungo è il Ponte Prezidentskij a Ul'janovsk, di 5825 metri.
In corrispondenza di Nižnij Novgorod il fiume è attraversato anche da una funivia, inaugurata nel 2012, con una lunghezza complessiva di ben 3661 metri (861 dei quali al di sopra dell'acqua) e in grado di trasportare mediamente 5000 passeggeri al giorno.

## Il Volga nella storia
Il basso corso del Volga, ritenuto la culla delle civiltà protoindoeuropee, era abitato fin dal I millennio a.C. da Sciti, Unni e altri popoli di ceppo turco; il fiume è citato dallo storico Tolomeo di Alessandria nella sua opera Geografia (Libro 5, Capitolo 8, seconda mappa dell'Asia), dove lo chiama con l'appellativo Rha, antico nome che gli Sciti avevano dato al fiume. Tolomeo credeva che il Don e il Volga condividessero la stessa sorgente, che scaturiva dalle Montagne Iperboree. Nei secoli successivi, il fiume continuerà a giocare un importante ruolo nelle migrazioni delle popolazioni asiatiche verso l'Europa.
A partire dal periodo altomedievale nel bacino del fiume fiorirono diversi stati: alla confluenza del Kama nel Volga nacque e si sviluppò, a partire dal VII secolo e fino al XIII, l'entità politica denominata Bulgaria del Volga; il basso corso del fiume era invece, nello stesso torno di tempo, controllato dal khanato di Khazaria. Le città di Atil, Saqsin e Saraj, site sulle sue rive, erano tra le più grandi del mondo medievale. Il Volga era inoltre un'importante via commerciale che collegava la Scandinavia e il Khaganato di Rus' con la Bulgaria del Volga, la Khazaria e la Persia. Con il successivo disgregamento del Khaganato di Rus', a partire 870, il Volga perse gradualmente la sua importanza come rotta commerciale alto-medievale a favore del Dnepr.

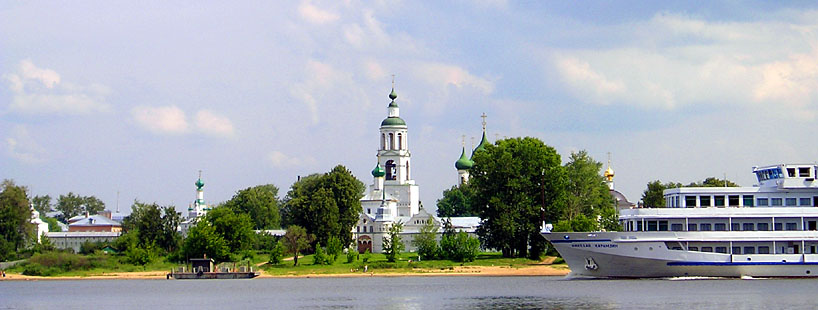
Molti templi e monasteri ortodossi sono situati lungo le rive del Volga.

I khazari delle regioni meridionali del bacino furono in seguito rimpiazzati dai kipchaki, dai kimeki e infine dai mongoli, che fondarono l'Orda d'oro, importante entità politica che gravitava sul basso corso del Volga e che, pur non esercitando mai un controllo diretto sulla Russia lasciò un'impronta indelebile nello sviluppo successivo dello Stato russo, ma anche sulla cultura e sulla lingua della popolazione russa. La caduta di questo Stato provocò la sua divisione nel Khanato di Kazan' e nel Khanato di Astrachan', la cui conquista, avvenuta nel corso del XVI secolo, segnò il completamento della "russificazione" del corso del fiume. 

Il Volga è intimamente legato alla cultura e alla tradizione russa; il profondo attaccamento nei confronti del Volga delle genti russe è testimoniato dalle opere letterarie sorte in seno alle stesse, come ad esempio il Canto della schiera di Igor, composto nel XII secolo, e la canzone dei barcaioli del Volga.
Durante la Guerra civile russa il Volga, specialmente il suo basso corso, fu un importante fronte di battaglia; percorso da navi da guerra appartenenti a tutti gli schieramenti. Nel 1918 la Flotta Rossa del Volga partecipò alle operazioni che respinsero l'Armata Bianca, fino a Kazan' lungo la Kama e successivamente raggiungendo Ufa, sul fiume Belaja. La costruzione da parte del regime sovietico di enormi dighe a scopo idroelettrico, avvenuta a partire dagli anni trenta, comportò lo spostamento forzato di un imponente numero di persone nonché la distruzione di importanti reperti storici. Ad esempio, la cittadina di Mologa, nell'alto corso, fu sommersa in seguito alla formazione del grande bacino artificiale di Rybinsk (l'allora più grande lago artificiale del mondo); la costruzione della diga presso Uglič, nella oblast' di Jaroslavl', e la conseguente formazione del bacino artificiale omonimo, comportò un'analoga sorte per numerosi monasteri con edifici del XV secolo nonché dell'antico insediamento di Sknjatino.
In tempi più recenti, la città situata sulla grande ansa del Volga, oggi conosciuta come Volgograd, è stata testimone della sanguinosa Battaglia di Stalingrado, nella quale le forze militari dell'Unione Sovietica e della Germania nazista si fronteggiarono per il controllo del fiume. Il Volga infatti era (e continua a essere) una vitale rotta di trasporto tra la Russia e il Mar Caspio, che consente l'accesso ai giacimenti petroliferi di Apšeron.
Hitler era intenzionato a garantire alla Germania lo sfruttamento dei giacimenti petroliferi dell'Azerbaigian al fine di rifornire con il greggio lì estratto le future conquiste naziste. Qualora avesse conquistato la città, i nazisti avrebbero inoltre potuto spostare le proprie armate nella Russia settentrionale, sfruttando la capillare rete di fiumi e canali navigabili. Tale motivazione spinse entrambi i contendenti a far convergere un gigantesco numero di truppe e di carri armati sulle sponde del fiume.
La regione del Volga è stata anche sede di una minoranza tedesca, i tedeschi del Volga; negli anni tra le due guerre mondiali una parte della regione venne eretta a Repubblica Autonoma all'interno dell'URSS.